# Molophilus lea
Molophilus lea är en tvåvingeart som beskrevs av Günther Theischinger 1992. Molophilus lea ingår i släktet Molophilus och familjen småharkrankar. Inga underarter finns listade i Catalogue of Life.